# Peter Alma
Peter Alma, vero nome Peter Amstel Alma  (Medan, 18 gennaio 1886 – Amsterdam, 23 maggio 1969), è stato un pittore olandese, esponente del movimento artistico De Stijl, fondato da Theo van Doesburg, ma anche esponente comunista e protagonista del movimento operaio europeo.

## Biografia
Figlio di coloni olandesi nel sud asiatico torna in Europa per perfezionare gli studi. Frequenta l'Accademia di Belle Arti de L'Aia (1904-1906) e tra il 1907 e il 1914 l'Accademia Humbert di Parigi dove entra in contatto con il fermento delle avanguardie e stringe amicizia con gli artisti Fernand Léger, Henri Le Fauconnier e Piet Mondrian, aderendo al De Stijl. Arte e politica diventano così i due elementi guida della sua esperienza di vita, con un percorso che spesso tende ad incontrarsi e a sovrapporsi.
Nel 1922 sposa ad Amsterdam Brecht Willemse con la quale divorzierà nel 1938, vivendo in seguito in maniera drammatica l'occupazione tedesca dei Paesi Bassi e il conflitto mondiale. Morirà ad Amsterdam a 83 anni.
Artista eclettico, imprevedibile, incarna il vero spirito delle avanguardie e dell'utopia creativa. Importante però anche il suo contributo nello sviluppo del movimento De Stijl, alternando nella sua produzione astratto e figurativo. Un suo importante ciclo pittorico è oggi visibile nella stazione Amstel di Amsterdam.